# 中村獅童 (2代目)

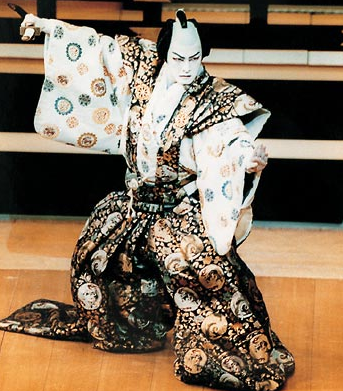
『義経千本桜』の『河連法眼館』の佐藤忠信を演じる中村獅童。

二代目 中村 獅童（なかむら しどう、1972年〈昭和47年〉9月14日 - ）は、日本の歌舞伎役者、俳優、声優、歌手。歌舞伎名跡「中村獅童」の当代。
本名：小川 幹弘（おがわ みきひろ）。日本大学藝術学部演劇学科中退。2014年4月より学校法人メイ・ウシヤマ学園ハリウッド大学院大学客員教授。2013年4月より京都文教大学客員教授。中村獅童事務所所属（エイベックス・マネジメントと業務提携）。公称身長177センチメートル・体重70キログラム・O型。

## 来歴
歌舞伎の名門・小川家（旧播磨屋、現・萬屋）に生まれる。父は元歌舞伎役者の初代中村獅童（本名：小川三喜雄）。
父・三喜雄は幹弘が産まれる以前の子役のころに歌舞伎役者を廃業したが、親戚や従兄の舞台を観に行くことが多く、見たことのない夢の空間・異空間に魅かれたという。獅童自ら舞台に出たいと祖母に頼み、6歳より日本舞踊と長唄を始めた。
1981年（昭和56年）6月歌舞伎座『妹背山婦女庭訓』「御殿」の豆腐買の娘おひろで二代目中村獅童を名乗り、8歳で初舞台。父・三喜雄も名乗った名跡「獅童」は、祖父三代目中村時蔵の俳号に由来する。この6月大歌舞伎は従兄弟にあたる五代目中村歌六・三代目中村歌昇・五代目中村時蔵とともに萬屋一門4名の襲名披露興行だった。
師匠は不在、付き人もおらず、楽屋の支度は全て母が付き添って行ったという。
子役を過ぎた中学時代から役がつかなくなり、そのころからロックに傾倒しバンド活動をしている。明星学園高等学校卒業（第59回生）後、1990年に日本大学藝術学部演劇学科に入学。役者を続けることに家族は反対していたが、歌舞伎を離れていくにつれ逆に歌舞伎への憧れが強まり、大学を中退。20代半ばより、歌舞伎と並行して野田秀樹や大人計画などのオーディションを受け始めるが落選が続いた。
しかし、2002年公開の映画『ピンポン』で準主役（ドラゴン役）を射止め、日本アカデミー賞、ゴールデン・アロー賞（映画新人賞）、ブルーリボン賞、日本映画批評家大賞、毎日映画コンクールの各新人賞5冠を受賞。以降、多数の映画やドラマに出演するようになり、声優としても活動している。悪役や強面に似合わない性格を持った役柄を演じることが多い。
歌舞伎役者としては長身（177センチメートル）で、武張った雰囲気を持つ立役である。花形歌舞伎・大歌舞伎などへの出演のほか、十八代目中村勘三郎の企画のコクーン歌舞伎・平成中村座公演や野田版歌舞伎、五代目坂東玉三郎の舞踊公演や泉鏡花ものの公演に複数回出演をしており、シネマ歌舞伎化もされている。十一代目市川海老蔵が企画する六本木歌舞伎・古典への誘いにも出演している。
また「歌舞伎を見たことのない人々に歌舞伎を知って欲しい」思いから、新しい試みも行っている。
2015年6月、京都南座で新作歌舞伎「あらしのよるに」を初演。原作はきむらゆういちの人気シリーズの絵本で、2003年に『義経千本桜』で演じた狐役が縁で、NHKてれび絵本で声優を担当したことが作品との出会いであった。動物だけが登場する芝居は“歌舞伎本公演”としては初、また4歳以上の子どもが入場可能の公演となった。親子で楽しめる分かりやすさでありつつ、古典の手法のみで表現された舞台が好評を得て、歌舞伎座、博多座でも公演が行われた。
2016年4月29日 - 30日、ニコニコ超会議でバーチャルアイドル初音ミクと共演する「超歌舞伎」の上演を行った。発案は獅童で、初音ミクとのコラボレーションはドワンゴの提案であるという。NTTの超高臨場感通信技術「Kirari!」の技術が駆使される一方、下座音楽や義太夫節の語り、衣装や立廻りの型はすべて古典から来ており、歌舞伎を知る人々はどの演目からか気付くものだという。
以降、毎年上演を重ね、2019年8月には京都南座での公演も行われている。2020年8月はコロナ禍であったため配信公演として行われたが、2021年4月24-25日は2年ぶりの幕張メッセで大向うは禁止されたものの有観客で行われた 。同年9月には京都南座でも有観客公演が行われ、日本ならびに世界11か国でのオンライン配信も行われた。
2017年5月18日、人間ドックで初期の肺腺癌が発見され、治療のため6月・7月の舞台の休演を発表。同月31日に肺の20パーセントを切除する手術を受け、6月上旬に退院した。2018年1月5日放送のTBS『中居正広のキンスマスペシャル 中村獅童ガンからの復活、新たな命…歌舞伎界の絆』で、2015年に脳動脈瘤からの出血があり、極秘手術を受けていたことを明かしている。
2021年11月26日、2022年1月2～27日に行う歌舞伎座「壽 初春大歌舞伎」の会見に、第一部「祝春元禄花見踊」で初お目見得となる第2子・小川陽喜（当時3歳）と共に出席。
2022年2月28日、新型コロナウイルスに感染したことを松竹が公表した。
同年6月1日、新プロジェクト「meme nippon project（ミームニッポンプロジェクト）」の始動を発表した。祈り、伝統芸能、最新テクノロジーを掛け合わせ、日本文化の中に息づく遺伝子や美意識を目に見える形で伝え、平和や安寧といった和の精神を感じてもらい、次世代に文化を継いでいくことを目的としているという。

## 家系
- 曽祖父 三代目中村歌六
- 祖父 三代目中村時蔵（播磨屋）女方
- 伯父 四代目中村歌六（播磨屋）立役
- 伯父 四代目中村時蔵（播磨屋）女方
- 父 初代中村獅童（播磨屋）- 歌舞伎を廃業後は、プロデューサーとして本名の小川三喜雄で活躍
- 叔父 萬屋錦之介（萬屋）
- 叔父 中村嘉葎雄（萬屋）
- 義叔父 高見澤宏（歌手、ダークダックスメンバー） - 三代目中村時蔵四女の夫。歌舞伎との関わりは無い[29]
- 従兄弟 五代目中村歌六（播磨屋）立役
- 従兄弟 三代目中村又五郎（播磨屋）立役
- 従兄弟 初代中村萬壽（萬屋）女方
- 従兄弟 二代目中村錦之助（萬屋）立役
- 従甥 初代中村隼人（萬屋）

### 弟子
- 中村蝶紫 女方
- 中村獅一 立役・立師
- 中村獅二郎 - 2016年に梅川壱ノ介と改名、舞踊家に転身[30]

## 歌舞伎・舞台年譜
- 1981年6月 歌舞伎座『妹背山婦女庭訓』「御殿」の豆腐買の娘おひろで二代目中村獅童を名のり初舞台。
- 1998年 名題適任証取得
- 2001年11月 平成中村座試演会『狐忠信』を初主演
- 2002年6月 国立劇場 鑑賞教室 『俊寛』成経、解説『歌舞伎のみかた』
- 2003年
  - 1月 浅草公会堂 新春浅草歌舞伎『義経千本桜』狐忠信、『菅原伝授手習鑑』「車引」松王丸
  - 6月 文化村シアターコクーン コクーン歌舞伎『夏祭浪花鑑』の玉島磯之丞
  - 8月 歌舞伎座『どんつく』門礼者、『野田版 鼠小僧』辺見勢左衛門
  - 11月 錦秋花形歌舞伎全国巡業『三人吉三』和尚吉三、『棒しばり』曽根松兵衛
- 2004年
  - 1月 浅草公会堂の新春浅草歌舞伎で歌舞伎十八番に挑戦。『毛抜』粂寺弾正、『三人吉三』お坊吉三など
  - 10月 三越劇場三越歌舞伎『双蝶々曲輪日記・引窓』濡髪長五郎、『白浪五人男』南郷力丸
  - 12月 新橋演舞場 「丹下左膳」初座長公演
- 2005年
  - 2月 大阪松竹座 「丹下左膳」初座長公演
  - 5月 中村屋の披露目で野田の『研辰の討たれ』再演
  - 5月 - 6月 青山劇場『浪人街』赤牛弥五右衛門
  - 6月 京都南座 『船弁慶』 弁慶
  - 9月 坂東玉三郎九月博多座大歌舞伎「三人吉三巴白波」和尚吉三、「義経千本桜・吉野山」佐藤忠信実は源九郎狐
- 2006年
  - 1月 浅草公会堂 新春浅草歌舞伎 歌舞伎十八番の内『鳴神』上人
  - 6月 三越歌舞伎 「女殺油地獄」河内屋与兵衛
  - 10月 新橋演舞場 「獅童流 森の石松」座長公演
- 2007年
  - 1月 新春浅草歌舞伎 「義経千本桜・渡海屋・大物浦」渡海屋銀平実は新中納言知盛
  - 4月 歌舞伎座 「四月大歌舞伎 中村信二郎改め中村錦之助襲名」
  - 12月 歌舞伎座 「筆屋幸衛兵」巡査民尾保守、「ふるあめりかに袖はぬらさじ」藤吉
- 2008年
  - 1月 新春浅草歌舞伎 「弁天娘女男白浪」南郷力丸、「祇園祭礼信仰記 金閣寺」松永大膳
  - 3月 赤坂ACTシアター杮落し公演、御園座･梅田藝術劇場 「トゥーランドット」ワン将軍
  - 7月 本多劇場 「羊と兵隊」（脚本：岩松了）主演
  - 10月6日 - 26日　梅田芸術劇場メインホール『黒部の太陽』(1968年公開の映画の舞台化) 岩岡源三
- 2009年
  - 1月 初春花形歌舞伎 「封印切」亀屋忠兵衛、「弁天娘女男白波」南郷力丸
  - 4月 日生劇場 「赤い城 黒い砂」カタリ
  - 7月 七月大歌舞伎 「五重塔」大工源太、「夏祭浪花鑑」一寸徳兵衛、「天守物語」朱の盤坊
  - 12月 十二月大歌舞伎 「操り三番叟」翁、「大江戸りびんぐでっど」和尚、実は死神
- 2010年
  - 2月 博多座 花形歌舞伎「双蝶々曲輪日記」濡髪長五郎、「双面道成寺」田原藤太郎郷、「瞼の母」番場の忠太郎
  - 3月 南座 花形歌舞伎「連獅子」狂言師右近　実は親獅子の精
  - 4月 歌舞伎座御名残四月大歌舞伎 「御名残木挽闇爭」鬼王新左衛門
  - 6月 南座 坂東玉三郎特別舞踊公演「重戀雪関扉」関守関兵衛実は大伴黒主
  - 8月 新橋演舞場 花形歌舞伎「暗闇の丑松」料理人祐次、「東海道四谷怪談」直助権兵衛
  - 10月 平成中村座 「熊谷陣屋」源義経、「紅葉狩」平維茂、「太閤桜」明智光秀
  - 11月 八千代座 坂東玉三郎特別舞踊公演「羽衣」魚師伯龍、「吉野山」佐藤忠信実は源九郎狐
- 2011年
  - 1月 ルテアトル銀座 坂東玉三郎特別舞踊公演「壇浦兜軍記・阿古屋」秩父庄司重忠
  - 2月 博多座 坂東玉三郎特別舞踊公演「高野聖」宗朝、「将門」大宅太郎光圀、「海神別荘」公子
  - 4月 南座 坂東玉三郎特別舞踊公演「将門」大宅太郎光圀、「日本振袖始」素戔嗚尊
  - 6月 赤坂ACTシアター「淋しいのはお前だけじゃない」座長公演
  - 7月 名古屋、兵庫、新潟 「淋しいのはお前だけじゃない」座長公演
  - 8月 新橋演舞場 八月花形歌舞伎「花魁草」幸太郎、「東雲烏恋真似琴」、「歓談乳房榎」磯貝浪江
  - 10月 新橋演舞場 芸術祭十月花形歌舞伎「義賢最期」下部折平実は多田蔵人行綱、「江戸ッ子繁昌記」一心太助／徳川家光、「當世流小栗判官」上杉安房守／矢橋の橋蔵
  - 11月 サンパール荒川始め全国各地 「瞼の母」番場の忠太郎、「お祭り」鳶頭
- 2012年
  - 1月 平成中村座 寿初春大歌舞伎「義経千本桜　鳥居前」佐藤忠信実は源九郎狐、「身替座禅」太郎冠者、「寿曽我対面」小林朝比奈
  - 2月 大阪松竹座 二月花形歌舞伎「慶安の狼」丸橋忠弥、「大當り伏見の富くじ」黒住平馬、「すし屋」梶原平三景時、「研辰の討たれ」平井才次郎
  - 4月 新橋演舞場 四月花形歌舞伎　通し狂言「仮名手本忠臣蔵」桃井若狭之助、斧定九郎
  - 5月 新橋演舞場 五月花形歌舞伎「西郷と豚姫」西郷吉之助、「紅葉狩り」平維盛、通し狂言「椿説弓張月」陶松寿
  - 6月 - 7月 渋谷シアターコクーン コクーン歌舞伎・第十三弾「天日坊」地雷太郎
  - 7月 まつもと市民芸術館 信州・まつもと大歌舞伎「天日坊」地雷太
  - 9月 PARCO劇場 LOVE LETTERS12 23rd Anniversary
- 2013年
  - 3月 赤坂ACTシアター 赤坂大歌舞伎「怪談乳房榎」磯貝浪江
  - 4月 歌舞伎座・新開場 柿葺落四月大歌舞伎「お祭り」鳶頭梅吉
  - 6月 武蔵野市民文化会館大ホール 武蔵野市民芸術文化協会創立２５周年記念薫風フェスタ「縁」長唄舞踊「助六」
  - 7月 出雲大社 「出雲伝統芸能祭」第二部 歌舞伎舞踊公演
  - 9月 上野公園不忍池畔 水上音楽堂  江戸伝統芸能　吉例第十四回　上野不忍華舞台長唄舞踊「助六」
  - 10月 新橋演舞場『大和三銃士』 主演
  - 11月 明治座 十一月花形歌舞伎「瞼の母」番場の忠太郎、「毛抜」条寺弾正、「権三と助十」権三
  - 12月 歌舞伎座 十二月大歌舞伎　通し狂言「仮名手本忠臣蔵」斧定九郎、小林平八郎
- 2014年
  - 1月 新橋演舞場 初春花形歌舞伎　通し狂言「壽三升景清」猪熊入道／秩父庄司重忠
  - 2月 新橋演舞場 「母をたずねて膝栗毛」魚屋の忠太郎
  - 4月 よみうり大手町ホール・オープニングシリーズ 「海峡の光」花井修
  - 6月 大阪松竹座 「母をたずねて膝栗毛」魚屋の忠太郎
  - 7月 ローズシアター 平成中村座ニューヨーク公演「怪談乳房榎」磯貝浪江
  - 8月 歌舞伎座 八月納涼歌舞伎「龍虎」龍、「たぬき」狭山三五郎、「勢獅子」鳶頭、「怪談乳房榎」磯貝浪江
  - 10月 歌舞伎座 十月大歌舞伎「三社祭」善玉、「鰯賣戀曳網」博労六郎左衛門
  - 12月 歌舞伎座 十二月大歌舞伎「幻武蔵」宮本武蔵、「雷神不動北山櫻」小原万兵衛実は石原瀬平
- 2015年
  - 1月 新橋演舞場 初春花形歌舞伎「石川五右衛門」ワンハン
  - 2月 EX THEATER ROPPONGI「地球投五郎宇宙荒事」駄足米太夫
  - 3月 金沢歌劇座「怪談乳房榎」磯貝浪江
  - 4月 - 5月 浅草寺境内・仮設劇場 平成中村座「双蝶々曲輪日記　角力場」山崎屋与五郎／放駒長吉、「新皿屋舗月雨暈　魚屋宗五郎」磯部主計之助 、「妹背山婦女庭訓　三笠山御殿」漁師鱶七実は金輪五郎今国、「極付 幡随長兵衛『公平法問諍』」唐犬権兵衛
  - 7月 歌舞伎座 七月大歌舞伎「南総里見八犬伝 芳流閣屋上の場・円塚山の場」犬塚信乃、「与話情浮名横櫛」蝙蝠安、「蜘蛛絲梓弦」碓井貞光
  - 8月 中日劇場・オリックス劇場「地球投五郎宇宙荒事」駄足米太夫
  - 9月 南座 九月花形歌舞伎「あらしのよるに」がぶ
  - 11月 文化村 シアターコクーン「青い瞳」ツトム
- 2016年
  - 1月 新橋演舞場 初春花形歌舞伎「車引」松王丸、「弁天娘女男白浪」南郷力丸
  - 2月 博多座 坂東玉三郎特別舞踊公演「船瓣慶」武蔵坊弁慶、「正札附根元草摺」曽我五郎時致
  - 3月 国立劇場 新派公演「寺田屋お登勢」坂本龍馬
  - 4月29日 - 30日 ニコニコ超会議2016『今昔饗宴（はなくらべ）千本桜』(原案『千本桜』『義経千本桜』)　佐藤四郎兵衛忠信
  - 6月 文化村 シアターコクーン コクーン歌舞伎 第十五弾「四谷怪談」伊右衛門
  - 7月 まつもと市民芸術館 信州・まつもと大歌舞伎「四谷怪談」伊右衛門
  - 8月 歌舞伎座 八月納涼歌舞伎「権三と助十」権三、「東海道中膝栗毛」劇場支配人出飛人／奉行大岡伊勢守忠相、「土蜘」平井左衛門尉保昌
  - 10月 巡業・全国各地 秋の特別公演 古典への誘い「勧進帳」富樫左衛門
  - 11月 博多座 博多座十一月花形歌舞伎「石川五右衛門」ワンハン
  - 12月 歌舞伎座 十二月大歌舞伎「あらしのよるに」がぶ
- 2017年
  - 3月 歌舞伎座 俳優祭「月光姫恋暫」がぶ
  - 4月29日 - 30日 ニコニコ超会議2017『花街詞合鏡（くるわことばあわせかがみ）』八重垣紋三
  - 11月 巡業・全国各地　松竹大歌舞伎 秋季公演「義経千本桜 すし屋」いがみの権太
- 2018年
  - 1月 新橋演舞場 初春歌舞伎公演「天竺徳兵衛韓噺」天竺徳兵衛／座頭徳市／桜町中納言「日本むかし話」得松翁
  - 3月 新橋演舞場 三谷幸喜新作書き下ろし「江戸は燃えているか TOUCH AND GO」勝海舟
  - 4月28日 - 29日 ニコニコ超会議2018『積思花顔競（つもるおもいはなのかおみせ）』惟喬親王／良岑五位之助安貞
  - 7月 歌舞伎座 七月大歌舞伎「三國無雙瓢箪久」明智光秀／明智左馬之助
  - 8月 歌舞伎座 八月納涼歌舞伎「花魁草」幸太郎、「心中月夜星野屋」母お熊「東海道中膝栗毛」六役早変わり「盟三五大切」笹野屋三五郎
  - 9月 フランス国立シャイヨー劇場 ジャポニスム2018:響きあう魂『松竹大歌舞伎』「色彩間苅豆 かさね」木下川与右衛門 実は 久保田金五郎「鳴神」上人
  - 10月 歌舞伎座 芸術祭十月大歌舞伎「三人吉三巴白浪」和尚吉三
  - 11月 博多座 十一月花形歌舞伎「あらしのよるに」がぶ
- 2019年
  - 1月 新橋演舞場 初春歌舞伎公演「義経千本桜 鳥居前」佐藤忠信実は源九郎狐
  - 4月27日 - 28日 ニコニコ超会議2019『今昔饗宴（はなくらべ）千本桜』 佐藤四郎兵衛忠信
  - 5月 天王洲アイル・寺田倉庫G1-5F　オフシアター歌舞伎「女殺油地獄」河内屋与兵衛
  - 5月 新宿FACE オフシアター歌舞伎「女殺油地獄」河内屋与兵衛
  - 7月 歌舞伎座 「西郷と豚姫」お玉、「素襖落」大名某、「外郎売」小林朝比奈
  - 8月2日 - 26日 京都南座『八月南座超歌舞伎』 佐藤四郎兵衛忠信
  - 10月 御園座 「双蝶々曲輪日記」濡髪長五郎、「瞼の母」番場の忠太郎
  - 11月1日 - 26日 平成中村座 小倉城公演「恋飛脚大和往来」亀屋忠兵衛、「小笠原騒動」奴菊平・小笠原隼人
  - 12月 歌舞伎座 「本朝白雪姫譚話」家臣郷村新吾
- 2020年
  - 1月 新橋演舞場 「祇園祭礼信仰記 金閣寺」松永大膳、新作歌舞伎 NINJA KABUKI「雪蛍恋之滝」清宗
  - 8月16日 ニコニコネット超会議夏『今昔饗宴(はなくらべ)千本桜』夏至版 佐藤四郎兵衛忠信(2019年新型コロナウイルス流行のため配信公演[31][32])
  - 11月 歌舞伎座 「義経千本桜 川連法眼館」佐藤忠信実は源九郎狐
- 2021年
  - 4月24,25日 ニコニコネット超会議2021『御伽草子戀姿絵(おとぎぞうしこいのすがたえ)』 源朝臣頼光／袴垂保輔[33]
  - 9月3 - 26日 南座 超歌舞伎[34]「都染戯場彩」獅子の精、「御伽草紙戀姿絵」 源朝臣頼光／袴垂保輔[35][36]
- 2022年
  - 1月 歌舞伎座 「祝春元禄花見踊」 真柴久吉[37]
  - 2月 文化村 シアターコクーン コクーン歌舞伎 第十八弾「天日坊」 地雷太郎[38]
  - 4月29,30日 ニコニコ超会議2022『永遠花誉功（とわのはな ほまれのいさおし）』　金輪五郎今国
  - 7月16 - 17日、奈良・薬師寺  「meme　nippon　project　第一章『薬師寺ひかり響夜－inori－』」『瑠璃光』
  - 8月4 - 7日　博多座　超歌舞伎2022 Powered by NTT『永遠花誉功（とわのはな ほまれのいさおし）』　金輪五郎今国
  - 8月13 - 16日　御園座　超歌舞伎2022 Powered by NTT『永遠花誉功（とわのはな ほまれのいさおし）』　金輪五郎今国　
  - 8月21日 - 9月3日 新橋演舞場　超歌舞伎2022 Powered by NTT『永遠花誉功（とわのはな ほまれのいさおし）』　金輪五郎今国
  - 9月8 - 25日 南座　超歌舞伎2022 Powered by NTT『永遠花誉功（とわのはな ほまれのいさおし）』　金輪五郎今国
- 2023年
  - 3月 IHIステージアラウンド東京 『ファイナルファンタジーX』　アーロン
  - 8月 歌舞伎座「次郎長外伝　裸道中」博徒緒川の勝五郎 「新門辰五郎」山井実久
  - 10月 歌舞伎座　「文七元結物語」左官長兵衛 「角力場」濡髪長五郎
  - 11月 歌舞伎座 「釣女」佐野次郎座衛門 「猿若江戸の初櫓」奉行板倉勝重
  - 12月 歌舞伎座　超歌舞伎「今昔饗宴千本桜」佐藤四郎兵衛忠信　「天守物語」朱の盤坊
- 2024年
  - 6月 歌舞伎座　「上州土産百両首」正太郎 「妹背山婦女所庭訓」官女桂の局 「山姥」源頼光　「魚屋宗五郎」魚屋宗五郎
  - 6月30日 - 7月31日　巡業 令和6年度（公社）全国公立文化施設協会主催　松竹特別歌舞伎[39]
  - 9月 南座「あらしのよるに」

## 受賞歴
- 1983年10月 『春日局』竹千代で松竹社長賞
- 1996年8月 『狐狸狐狸ばなし』牛娘おそめで歌舞伎座社長賞
- 1997年6月 『歌舞伎の見方』解説で国立劇場特別賞受賞
- 2000年 関西・歌舞伎を愛する会奨励賞、十三夜会賞
- 2003年3月 映画『ピンポン』（ドラゴン役）で日本アカデミー賞、ゴールデン・アロー賞（映画新人賞）、ブルーリボン賞、日本映画批評家大賞、毎日映画コンクールの各新人賞5冠を受賞[40]
- 2004年3月 映画『阿修羅のごとく』（勝又静雄役）で第27回日本アカデミー賞優秀助演男優賞[41]、浅草芸能大賞新人賞受賞
- 2004年 映画『いま、会いにゆきます』で第17回日刊スポーツ映画大賞・石原裕次郎賞助演男優賞受賞
- 2005年 第16回日本ジュエリーベストドレッサー賞男性部門
- 2005年3月 舞台『浪人街』『丹下左膳』でゴールデン・アロー賞演劇賞受賞
- 2006年 第3回COTTON USAアワード『Mr.COTTON USA』
- 2009年 重要無形文化財(総合認定)に認定され、伝統歌舞伎保存会会員となる。
- 2014年 第6回沖縄国際映画祭・「TV DIRECTOR’S MOVIE」部門 主演男優賞[40] - 『振り子』
- 2016年 第10回日藝賞[40]
- 2018年 イクメン オブ ザ イヤー イクメンファッション部門[42]
- 2025年 第46回松尾芸能賞 優秀賞[43]

## 逸話

### 歌舞伎俳優・俳優として
- 19歳のころ、叔父の萬屋錦之介が座長の巡業公演に加わったとき「顔で演じるな、心で演じろ」と言われた。また、俳優として有名になり歌舞伎での役がつくようになったものの「型」が身につかないことを悩んだときに、無名時代から世話になり「兄さん」と慕っていた遠戚の（父の従兄）の五代目中村勘九郎（後の十八代目中村勘三郎）に「獅童は心を入れる芝居ができているのだから、その最大の武器を大切にした方がいい。歌舞伎の型はやっているうちに上手になるから」と励まされた。尊敬する名優2人に『心で演じることの大切さ』を言われたことは、甘えや慣れが出てくるときの戒めにしているという[44]。
- 映画『ピンポン』に出演した当時は役作りのためにスキンヘッドと強面の風貌だったので、警察によく職務質問された[45]。
- NHKテレビ絵本『あらしのよるに』で、獅童は出演する動物三役を1人で演じているが、仕事の依頼を受けたときには配役のうちの一役を演じると思っていたという。獅童の母親は『あらしのよるに』をとても気に入り、絵本の絵を担当したあべ弘士に絵を描いてもらって着物の帯にし、「いつか獅童が出し物（歌舞伎公演での大きな役）をできるようになったら」と歌舞伎化の企画書を出していた[46]。獅童は母親の死後、2015年初演の稽古中に松竹からそれを知らされたという[47]。
- 2018年10月、フランス・パリでの芸術イベント「ジャポニスム2018」の公式企画として行われた松竹大歌舞伎[48]に出演、同イベントの広報大使で個展「NAKAMA des ARTS」を開催した香取慎吾[49]と再会し、AbemaTV『7.2 新しい別の窓』#8で対談した。この2人は大河ドラマ『新選組!』で共演しており、共演者たちと20年近く毎年忘年会をしているという。香取は2016年、獅童は2017年の忘年会に参加できなかったため、久々の再会が実現したことになる[50]。
- 歌舞伎役者としては貫禄があると言われる体型が丁度良く、稽古で自然についてくる筋力もあるためトレーニングはしないが、現代劇の仕事の前には減量のためのトレーニングと食事制限を行うという。そのため、突然決まる仕事があると困ることがあるという[51]。
- 2021年7月17日、同年9月に有観客で行われる「九月南座超歌舞伎」の製作発表記者会見に出席[52]し、同年4月に幕張メッセで2年ぶりの有観客公演が行われたことについて「マナーのいいファンのおかげ」と感謝を述べた。「声を出さない、マスク着用など、ルールを守って、万全な安全対策のもとにやれば乗り越えていけるのでないかと、一つ一つ証明していく。今はそういう時期に来ているのではないかとも思います。もちろん、世の中の状況に合わせて判断しなくてはいけないこともありますが、超歌舞伎が『こうすれば安全だ』ということを証明していける公演になればいいなと思っています。ファンの皆さんに協力していただくペンライトも超歌舞伎の一つの強みだなと思いました」と超歌舞伎の利点について話している[53]。

### その他の活動
- 若いころケンタロウとバンドを組んでいたことがあり、その際ボーカルを担当していた。はじめはベースをやっていたが「おれに歌わせろ」ということでボーカルになった（『ウチくる!?』09年3月29日中村獅童の回でVTRゲストのケンタロウが出演した際発言）[出典無効]。また同番組内では非常に仲がいいという辺見えみりがゲスト出演した。
- 1995年3月、団優太とボーカルユニット「UNIT33」としてCDを発表[54]し、一曲だけ参加したものも含め、これまで4枚のCDを出している。他、J、TAKUYA、元Oblivion Dust のFURUTONらと2004年に組まれたバンド「西麻布アウトサイダーズ」[55]、Jが2006年にアナーキー の仲野茂と結成したバンド「高樹町ミサイルズ」にボーカリストとして加わった[56]。年に一度「Wear Red Shoes!」に出演、また2016年9月にRED SHOES生誕35周年記念で「ACTOR'S ROCK'N ROLL NIGHT」を開催、2017年に「ACTOR'S NIGHT TOUR」（福岡・渋谷・名古屋）を行っている[57][58]。また、内田裕也が主催する年越しライブ「New Years World Rock Festival」に2015-2016から毎年出演している[59]。

### 趣味・嗜好
- 愛煙家であったが、再婚後は禁煙している[60]。
- ラーメンが大好きで、自ら「湘南獅龍麺」をプロデュースしている[61]。カップ麺としても発売されている[62]。
- スパイダーマンのファンで[63]、映画『スパイダーマン2』『スパイダーマン3』のプロモーションに“日本のスパイダーマン”として協力。『アメイジング・スパイダーマン2』には吹き替えの声優として出演している。

### プライベート
- 2005年6月、映画『いま、会いにゆきます』で共演した竹内結子と結婚。同年11月に第1子（男児）が誕生[64]したが、2008年 2月に協議離婚した(後述)。
- 2008年10月、父親は亡くなる前日に松竹の重役に萬屋一門のことを頼み、母親に「役をとってやることも、力になってもやれなかったが、やんちゃの罪をあの世まで獅童にかわってもっていく。これが最初で最後の子孝行かな。後を頼む」と言い残して息を引き取ったという[65]。父親にかわって事務所社長を務めた母親は2013年12月に急逝した[66][67]。
- 2015年1月、2010年より交際していた一般女性と再婚[68]。2012年12月に死去した恩人の中村勘三郎と自身の母親の喪明けを待っての再婚であった[69][70]。すでに妻は梨園のおかみさんとして修業をはじめており、懸命に学ぶ姿を知る五代目中村時蔵夫人をはじめとした人々がバックアップしていく態勢である[71][72]。同年5月に行われた披露宴では「勘三郎兄さんが亡くなり母が亡くなったとき、幸四郎さんに『君は1人じゃない。みんなが支える』といわれた」と挨拶の言葉を述べ、列席者はもらい泣きをしていたという[73][74]。2017年12月に第2子、2020年6月に第3子（ともに男児）が誕生している[75][76][77]。第2子は2022年1月、歌舞伎座「祝春元禄花見踊」の 奴喜蔵役で[78][79]、第3子は2023年12月歌舞伎座「超歌舞伎 Powered by NTT 今昔饗宴千本桜」で初お目見えとなった[80][81]。
- 2020年7月26日放送のTBSラジオ『コシノジュンコ MASACA』に出演、ロックに傾倒した時期のことを話した。ライブに行こうとすると母親に「お弁当を持って行かなくていいの？」と聞かれ、黒いサングラスにショールをつけてライブ会場で熱狂的に踊っている母親の姿を見たという。学校で悪さをして呼び出されたときには、着物を着て和傘をさしてくるので恥ずかしかったと話している。祖母に「俺、バンドをやるんだ」と言ったところ「どんどんおやりなさい、歌舞伎とか表現することにもつながるから」と言われ、母親には写真を撮られ、調子が狂ってしまったという[7]。
- 2020年9月27日、前妻の竹内結子が急逝。竹内が一般人として養育していた第1子（男児）は、竹内の夫中林大樹が同年1月に誕生した男児とともに養育する意向であり、中林家としてフォローすると中林の父親がマスコミ取材に対して話した[82]。中村は12月中旬にマスコミの取材に応じ、第1子に対するサポートを考慮し申し出る意向を述べている[83]。

## 飲酒運転騒動
2006年7月12日、酒気帯び運転と信号無視で警視庁に検挙された。13日の謝罪会見で芸能活動の自粛を発表、14日にCM・企業HP（マンダム、森永製菓、UCカード）での露出の自粛も決定された（なお、アフレコを終了済みの11月公開の映画『デスノート the Last name』は差し替えられなかった）。
同年9月5日 主演舞台「獅童流 森の石松」のキャンペーンで再び公の場に登場。同月11日にはアニメ 『DEATH NOTE』（リューク役）の出演が発表された。その後新作出演が続々発表され、事実上の復帰となった。
事件についての刑事処分として、同月8日に警視庁世田谷警察署が道路交通法違反（酒気帯び、信号無視）の疑いで東京区検察庁に書類送検した。同月9日には東京簡易裁判所が、道交法違反（酒気帯び運転）で罰金20万円の略式命令を出している。
「友人の女性ですが、いろいろ思われても仕方がない。浅はかだった」と会見で話していた同乗者は岡本綾だったことが分かっており、同年11月から当時の妻の竹内結子との離婚協議が始まった。第1子（男児）の養育方針で中村の母親との確執もあり、親権を巡る対立は1年以上にも及んだ。調停の末、第1子の親権は竹内が持ち、中村は定期的に面会する権利を持つことで合意。中村は養育費の支払いと「竹内との結婚生活について語らないこと」も条件となった。

## 出演作品

### テレビドラマ
- 大河ドラマ（NHK総合）
  - 春日局（1989年） - 稲葉正定 役
  - 毛利元就（1997年） - 尼子義久 役
  - 武蔵 MUSASHI（2003年） - 徳川秀忠 役
  - 新選組!（2004年） - 滝本捨助 役
  - 八重の桜（2013年） - 佐川官兵衛 役
  - いだてん〜東京オリムピック噺〜（2019年） - 金栗実次 役[94]
  - 鎌倉殿の13人（2022年）　- 梶原景時 役
- 大岡越前 第14部（1996年、TBS系） - 子吉 役
- 忠臣蔵（1996年、フジテレビ系） - 上杉綱憲 役
- 恋、した。 第13話「花椿の秘密」（1997年7月7日、テレビ東京系）
- 金曜時代劇 スキッと一心太助（1999年9月 - 2000年3月、NHK総合） - 伊代吉 役
- 次郎長三国志（2000年1月2日、テレビ東京系） - 追分三五郎 役
- 水戸黄門 第30部 第8話「記憶を探した津軽三味線 -陸奥十三湊-」（2002年2月25日、TBS系） - 留吉 役
- 木更津キャッツアイ 第7話・第8話（2002年3月1日・8日、TBS系） - 犬島 役
- HR（エイチアール）（2002年10月9日 - 2003年3月26日、フジテレビ系） - 鷲尾幹弘 役
- 恋人はスナイパー EPISODE2（2002年12月24日、テレビ朝日系） - 范火清 役
- 世にも奇妙な物語 秋の特別編「遠すぎた男」（2003年9月18日、フジテレビ系） - 主演・村上 役
- てれび絵本 あらしのよるに（2003年、NHK教育） - ナレーション、全キャラクター
- 赤い月（2004年5月5日・6日、テレビ東京系） - 氷室啓介 役
- 丹下左膳（2004年6月30日、日本テレビ系） - 主演・丹下左膳 役
- 天切り松 闇語り（2004年7月30日、関西テレビ制作・フジテレビ系） - 逆井重美 役
- 実録・小野田少尉 遅すぎた帰還（2005年8月13日、フジテレビ系） - 小野田寛郎 役
- 河井継之助〜駆け抜けた蒼龍〜（2005年12月27日、日本テレビ系、制作著作・松竹） - 岩村精一郎 役
- 天下騒乱〜徳川三代の陰謀（2006年1月2日、テレビ東京系） - 柳生十兵衛 役
- 李香蘭（2007年2月11日・12日、テレビ東京系） - 甘粕正彦 役
- セクシーボイスアンドロボ 第1話・最終話（2007年4月10日・6月19日、日本テレビ系） - 三日坊主 役
- 牛に願いを Love&Farm（2007年7月3日 - 9月11日、関西テレビ制作・フジテレビ系） - 加藤明 役
- 真実の手記 BC級戦犯 加藤哲太郎「私は貝になりたい」（2007年8月24日、日本テレビ系） - 加藤哲太郎 役
- 二夜連続ドラマスペシャル「輪違屋糸里〜女たちの新選組〜」（2007年、TBS系） - 芹沢鴨 役
- 日本テレビ開局55年記念番組 霧の火 樺太・真岡郵便局に散った九人の乙女たち（2008年8月25日、日本テレビ系） - 山懸正大 役
- ネオコラ!東京環境会議（2008年10月12日、フジテレビ系）
- 肉体の門（2008年12月27日、テレビ朝日系） - 伊吹新太郎 役
- こちら葛飾区亀有公園前派出所 第8話（2009年9月26日、TBS系） - 村瀬賢治 役
- JNN50周年記念 歴史大河スペクタクル 唐招提寺1200年の謎〜天平を駆けぬけた男と女たち（2009年11月3日、TBS） - 主演・如宝 役
- アンタッチャブル〜事件記者・鳴海遼子〜 第5話（2009年11月13日、テレビ朝日系）
- ドラマスペシャル「ジロチョー 清水の次郎長維新伝」（2010年1月13日、テレビ東京系） - 森の石松 役
- 逃亡弁護士 第1話（2010年7月6日、関西テレビ・フジテレビ系） - 広瀬友也 役
- モリのアサガオ 第1話（2010年10月18日、テレビ東京系） - 香西忠伸 役
- NHKスペシャル「さよなら、アルマ」（2010年12月18日、NHK総合） - 松原義冨 役
- エンドロール〜伝説の父〜（2012年3月18日、WOWOW） - 主演・橋本雄司 役
- 鍵のかかった部屋 第2話（2012年4月23日、フジテレビ系） - 会田愛一郎 役
- MONSTERS 第6話（2012年11月25日、TBS系） - 本間実 役
- テレビ朝日開局55周年記念「黒澤明ドラマスペシャル 野良犬」（2013年1月19日、テレビ朝日） - 重山浩介 役
- ビブリア古書堂の事件手帖 第3話（2013年1月28日、フジテレビ系） - 坂口昌志 役
- スペシャルドラマ「必殺仕事人2013」（2013年2月17日、朝日放送・テレビ朝日系） - 胡桃割りの坐坊 役
- 女信長（2013年4月5日・6日、フジテレビ系） - 柴田勝家 役
- 謎解きはディナーのあとで スペシャル 船上探偵・影山 CASE1 船上泥棒にはご注意ください（2013年7月30日、フジテレビ）
- LOVE理論（2013年12月27日、テレビ東京系） - 主演・水野愛也 役
- 木曜時代劇 風の峠〜銀漢の賦〜（2015年1月15日 - 2月19日、NHK総合） - 山崎多聞 役
- 特集ドラマ「LIVE! LOVE! SING!〜生きて愛して歌うこと〜」（2015年3月10日、NHK総合） - モーさん 役
- BSフジ開局15周年スペシャルドラマ 鈴木光司 リアルホラー「杭打ち」（2015年3月15日、BSフジ） - 主演・野末和己 役
- 受信寮の人々（2015年度、NHK総合・Eテレ・BS1・BSプレミアム） - 卑弥呼（?） 役[95]
- 水曜ミステリー9 邪魔〜主婦が堕ちた破滅の道（2015年9月2日、テレビ東京） - 九野薫 役
- 放送90年 大河ファンタジー 精霊の守り人（2016年3月19日 - 、NHK総合） - ログサム 役
- トットてれび（2016年4月30日 - 6月18日、NHK総合） - 渥美清 役[96]
- スローな武士にしてくれ〜京都 撮影所ラプソディー〜（2019年3月23日、NHK BSプレミアム） - 朽木城太郎 役
- 土曜ドラマW「鉄の骨」（2020年4月18日 - 5月16日、WOWOW） - 西田吾郎 役
- 王様戦隊キングオージャー（2024年、テレビ朝日）
  - 第43話（1月7日） - コーサス・ハスティー 役[97]
  - 第49話（2月18日） - ライニオール・ハスティー（怪人態 / 声） 役

### 映画
- 利休（1989年） - 和仁親王 役
- ピンポン（2002年） - ドラゴン 役
- 阿修羅のごとく（2003年） - 勝又静雄 役
- アイデン&ティティ（2003年） - ジョニー 役
- 恋人はスナイパー 劇場版（2004年） - 范火清 役
- 赤線（2004年） - 主演・イゾウ 役
- いま、会いにゆきます（2004年） - 主演・秋穂巧 役（W主演）
- 隣人13号（2005年） - 主演・13号 役（W主演）
- いぬのえいが（2005年） - 山田賢太郎 役
- 男たちの大和/YAMATO（2005年） - 内田守二等兵曹 役
- SPIRIT（2006年） - 田中安野 役
- ハチミツとクローバー（2006年） - 修復師 役
- デスノート / デスノート the Last name（2006年） - リューク（声） 役
- 硫黄島からの手紙（2006年） - 伊藤海軍大尉 役
- 茶々 天涯の貴妃（2007年） - 徳川家康 役
- ゲゲゲの鬼太郎（2007年） - 大天狗裁判長 役
- R246 STORY 「JIROルー伝説のYO・NA・O・SHI」（2008年） - 監督及び森の石松 役
- レッドクリフ PartI（2008年） - 甘興（かんこう） 役[98]
- L change the WorLd（2008年） - リューク（声） 役
- ICHI（2008年） - 「万鬼党」ボス/万鬼（ばんき） 役
- レッドクリフ PartII -未来への最終決戦-（2009年） - 甘興（かんこう） 役
- 銀色の雨（2009年） - 岩井章次 役
- BECK（2010年）- 蘭 役
- レオニー（2010年）- 野口米次郎 役
- 星守る犬（2011年） - 永崎店長 役
- 忍たま乱太郎（2011年）- 猪名寺乱太郎の父（猪名寺平之介） 役
- 日輪の遺産（2011年）- 望月庄造 役
- ハードロマンチッカー（2011年）- 高木 役
- 茜色の約束 サンバDo金魚（2012年） - カルロス 役
- ガッチャマン（2013年） - イリヤ 役 ※特別出演
- 関西ジャニーズJr.の京都太秦行進曲 (2013年) - 中村獅童 役
- 天心（2013年） - 横山大観 役
- 銀の匙 Silver Spoon（2014年） - 中島美雪 役
- 振り子（2015年） - 主演・長谷川大介 役
- 起終点駅 ターミナル（2015年） - 大下一龍 役
- 日本で一番悪い奴ら（2016年） - 黒岩勝典 役[99]
- デスノート Light up the NEW world（2016年） - リューク（声） 役
- 孤狼の血（2018年） - 安芸新聞社の記者 役
- シグナル100（2020年1月24日、東映） - 下部 役[100]
- みをつくし料理帖（2020年10月16日） - 又次 役
- キャラクター（2021年6月11日）- 真壁孝太 役
- 孤狼の血 LEVEL2（2021年8月20日） - 高坂隆文 役[101]
- ヴィレッジ（2023年4月21日） - 大橋光吉 役[102]
- 怪物（2023年6月2日） - 清高 役[103]
- 映画 王様戦隊キングオージャー アドベンチャー・ヘブン（2023年7月28日） - ライニオール・ハスティー 役[104]
- 首（2023年11月23日） - 難波茂助 役[105]
- 怪物の木こり（2023年12月1日） - 剣持武士 役[106]
- 八犬伝（2024年10月25日） - 七代目 市川團十郎 役[107]

### Vシネマ
- 影と呼ばれた男たち1 - 6（2019年 - 2020年） - 風間耕平(闇の処刑人) 役

### シネマ歌舞伎
- シネマ歌舞伎 第1弾 野田版 鼠小僧(2005年) - 辺見勢左衛門 役[108]
- シネマ歌舞伎 第4弾 野田版 研辰の討たれ(2005年)  - 小平権十郎／やじ馬の町人 役[109]
- シネマ歌舞伎 第5弾 ふるあめりかに袖はぬらさじ(2008年) - 通辞藤吉 役
- シネマ歌舞伎 第12弾 大江戸りびんぐでっど(2010年) - 女郎お染 役
- シネマ歌舞伎 第15弾 天守物語(2009年) - 朱の盤坊 役
- シネマ歌舞伎 第17弾 高野聖(2012年) - 宗朝 役[110]
- シネマ歌舞伎 第28弾 四谷怪談(2016年) - 民谷伊右衛門 役

### 配信映画
- Broken Rage（2025年配信予定、Amazon Prime Video）[111]

### 舞台
- 丹下左膳（2004-2005年） - 丹下左膳 役
- トゥーランドット（2008年） - ワン 役
- 黒部の太陽（2008年） - 岩岡源三 役
- 海峡の光（2014年）- 花井修 役
- いきなり本読み！with 宮藤官九郎（2021年、浅草フランス座演芸場東洋館・配信公演）[112]

### ウェブテレビ
- キキコミ 第12話（2008年、ニフティ） - 酒屋の若旦那 役
- 7.2 新しい別の窓 第8回、第14回(2018年・2019年、AbemaTV)[113]
- FOLLOWERS（2020年、Netflix）- イサム 役[114]
- ケンシロウによろしく（2023年 、DMM TV） - 木村猛志 役[115]

### 声の出演
※太字はメインキャラクター

#### テレビアニメ
- DEATH NOTE（2006年、日本テレビ系） - リューク 役[116]
- ルパン三世 霧のエリューシヴ（2007年、日本テレビ系） - 魔毛狂介 役[117][リンク切れ]

#### 劇場アニメ
- ONE PIECE 呪われた聖剣（2004年、サガ[118]）
- あらしのよるに（2005年、ガブ）
- 劇場版ポケットモンスター ダイヤモンド&パール ギラティナと氷空の花束 シェイミ（2008年、ゼロ）
- 昆虫物語 みつばちハッチ〜勇気のメロディ〜（2010年、カマキチ）
- 鬼神伝（2011年、源雲[119]）
- 劇場版 HUNTER×HUNTER -The LAST MISSION-（2013年、ジェド）

#### 吹き替え
- マッキー（2013年） - スディープ 役（スディープ）[120]
- アメイジング・スパイダーマン2（2014年） - マックス・ディロン / エレクトロ 役（ジェイミー・フォックス）[121]
- Death Note/デスノート（2017年） - リューク 役
- ヴェノム（2018年） - シンビオート / ヴェノム 役[122]
- ヴェノム:レット・ゼア・ビー・カーネイジ（2021年） - ヴェノム 役[123]
- スパイダーマン:ノー・ウェイ・ホーム（2022年） - マックス・ディロン / エレクトロ 役（ジェイミー・フォックス）[124]、ヴェノム 役
- ヴェノム:ザ・ラストダンス（2024年） - ヴェノム 役[125]

### ゲーム
- 龍が如く3（2009年2月26日） - 峯義孝 役
- 龍が如く 維新!（2014年2月22日） - 土方歳三 役
- ＃コンパス 戦闘摂理解析システム（2020年4月27日） - 佐藤四郎兵衛忠信 役
- 龍が如く 維新! 極（2023年2月22日） - 土方歳三 役[126]

### ショーアトラクション
- KAWAII KABUKI 〜ハローキティ一座の桃太郎〜（2018年3月開始） - 鬼ゴロウ 役（声の出演）

### 教養番組
- デジスタ・ティーンズ（2010年4月21日、4月28日、5月5日、NHK教育テレビ）
- 日本怪談百物語 その弐（2010年8月16日、NHK総合テレビ） - 語り手
- ザ・プレミアム「戦後70年 HIBARIフェス!1945 to 2015 〜みんなひばりが好きだった〜」（2015年12月28日、NHK BSプレミアム） - プレゼンター[127]
- 趣味どきっ! 中村獅童のいざ歌舞伎へ（2017年2月・3月期、NHK Eテレ） - 案内役

### 教育番組・学校放送番組
- 歴史にドキリ（2012年4月4日 - 2014年3月5日、全41回、NHK Eテレ） 2014年以降はスペシャルを除いて再放送。
  - 歴史にドキリ くらしと政治（2014年3月31日・4月3日、全4回）
  - 歴史にドキリ ロワイヤル・スペシャル（2013年1月1日）
  - 歴史にドキリ ラグジュアリー・スペシャル（2013年12月30日）
  - 歴史にドキリ feat.花燃ゆ フラワー・バーニング・スペシャル（2015年1月4日）

### CM
- 富士重工業 - インプレッサ
- カルピス - エビアン
- マンダム - ルシード
- UCカード
- au - A5305K
- サントリー
- NTTドコモBeeTV「焼き肉、ファミレス篇」（2010年）
- サイバーエージェント - アメーバピグ「幻の洞窟篇」（2012年）
- 湖池屋 - 頑固あげポテト「頑固親子 海辺篇」「頑固親子 乙女篇」（2015年）※Web CM[128]
- マウスコンピューター - MOUSE（2016年） [129]
- 花王 - 強力カビハイター（2016年 - ）
- ニベア花王 - 8×4MEN　（2020年 - ）
- BOAT RACE振興会
  - 「アイ アム ア ボートレーサー」（2022年 - 2023年）[130]
  - 「ボートレース だれもが躍動するスポーツ」（2024年）[131]
  - 「ボートレース だれもが躍動するスポーツ」（2025年）[132]

### 玩具
- 王様戦隊キングオージャー オージャカリバーZERO -MEMORIAL EDITION-（2025年1月29日）

## 音楽
- UNIT33『香水工場』（B面:永遠の少年）（1995年） 光栄 KEDH-1003 -『ウイニングポスト2』イメージソング
- 「FUNKASTIC」（2003年） Rip Slyme『Rip Slyme Orchestra - Plus』 ワーナーミュージック・ジャパン WPC7-10170
- 中村獅童・歌「悪魔とドライブ」（2003年） オリジナル・サウンドトラック『アイデン&ティティ』 UKプロジェクト UKCD1109
- 中村獅童・歌「赤線のテーマ」（2004年） オリジナル・サウンドトラック『赤線』 ミディレコード / ユニバーサルミュージック MDCL-1463